# ニック・パウエル
ニコラス・エドワード・"ニック"・パウエル（Nicholas Edward "Nick" Powell, 1994年3月23日 - ）は、イギリス (イングランド)・クルー出身のサッカー選手。ストックポート・カウンティFC所属。ポジションはミッドフィールダー。

## 経歴

### クラブ
2004年にクルー・アレクサンドラFCのユースチームでキャリアをスタートさせ、2010年にトップチームに昇格。8月19日、チェルトナム・タウンFC戦でデビューを果たした。2011年12月、フットボールリーグのYoung Player of the Monthを受賞。
2011-12シーズン、チームトップの14ゴールを挙げ、チームはリーグ2で7位となり、4位から7位の4クラブで行われる昇格プレーオフに進出。2012年5月27日、ウェンブリー・スタジアムで行われたプレーオフ決勝・チェルトナム・タウンFC戦で、前半15分に先制ゴールを決めチームは2-0で勝利。クルーのリーグ1昇格に貢献した。
2012年6月12日、マンチェスター・ユナイテッドFCに移籍することが決定。7月12日、香川真司と一緒に入団会見を行った。背番号はクルー時代と同じ25。
2012年9月15日、プレミアリーグ2012-13シーズン第4節・対ウィガン・アスレティックFC戦で後半途中からライアン・ギグスに代わってプレミア初出場を飾り、デビュー戦で初ゴールを記録した。
2013年9月3日、ウィガン・アスレティックFCにレンタル移籍。
2014-15シーズンはレスター・シティにレンタル移籍していたが、出場機会を得られず、2015年1月にマンチェスター・ユナイテッドに復帰した。2016年2月1日、ハル・シティにレンタル移籍した。
2016年7月、以前レンタルで在籍していたウィガン・アスレティックFCに完全移籍。
2019年6月、ストーク・シティFCに移籍。
2023年、ストックポート・カウンティFCに3年契約で移籍。

### 代表
イングランド代表として各年代でプレーし、2011 FIFA U-17ワールドカップに出場した。

## 個人成績
| クラブ                       | シーズン | リーグ | リーグ | FA杯 | FA杯 | リーグ杯 | リーグ杯 | ヨーロッパ | ヨーロッパ | その他 | その他 | 通算 | 通算 |
| クラブ                       | シーズン | 出場   | 得点   | 出場 | 得点 | 出場     | 得点     | 出場       | 得点       | 出場   | 得点   | 出場 | 得点 |
| ---------------------------- | -------- | ------ | ------ | ---- | ---- | -------- | -------- | ---------- | ---------- | ------ | ------ | ---- | ---- |
| クルー・アレクサンドラ       | 2010–11  | 17     | 0      | 1    | 0    | 0        | 0        | –          | –          | 1      | 0      | 19   | 0    |
| クルー・アレクサンドラ       | 2011–12  | 38     | 14     | 1    | 0    | 1        | 0        | –          | –          | 5      | 2      | 45   | 16   |
| クルー・アレクサンドラ       | 通算     | 55     | 14     | 2    | 0    | 1        | 0        | –          | –          | 6      | 2      | 64   | 16   |
| マンチェスター・ユナイテッド | 2012-13  | 2      | 1      | 0    | 0    | 2        | 0        | 2          | 0          | -      | -      | 6    | 1    |
| マンチェスター・ユナイテッド | 2013-14  | 0      | 0      | 0    | 0    | 0        | 0        | -          | -          | 0      | 0      | 0    | 0    |
| マンチェスター・ユナイテッド | 2014-15  | 0      | 0      | 0    | 0    | 1        | 0        | -          | -          | -      | -      | 1    | 0    |
| マンチェスター・ユナイテッド | 2015-16  | 1      | 0      | 0    | 0    | 0        | 0        | 1          | 0          | -      | -      | 2    | 0    |
| マンチェスター・ユナイテッド | 通算     | 3      | 1      | 0    | 0    | 3        | 0        | 3          | 0          | 0      | 0      | 9    | 1    |
| ウィガン・アスレティック     | 2013-14  | 32     | 7      | 3    | 2    | 1        | 0        | 6          | 3          | -      | -      | 42   | 12   |
| レスター・シティ             | 2014-15  | 3      | 0      | 0    | 0    | 0        | 0        | 0          | 0          | -      | -      | 3    | 0    |
| ハル・シティ                 | 2015-16  | 3      | 0      | 2    | 0    | 0        | 0        | 0          | 0          | -      | -      | 5    | 0    |
| 総通算                       | 総通算   | 95     | 22     | 7    | 2    | 5        | 0        | 9          | 3          | 6      | 2      | 122  | 29   |

## タイトル

### クラブ
マンチェスター・ユナイテッドFC
- プレミアリーグ：1回 (2012-13)
- FAカップ：1回 (2015-16)
- FAコミュニティ・シールド：1回 (2013)

ウィガン・アスレティックFC
EFLリーグ1：1回 (2017-18)